# دوغلاس أرنولد
دوغلاس أرنولد (بالإنجليزية: Douglas N. Arnold)‏ (و. 1954 – م) هو رياضياتي، وأستاذ جامعي، من الولايات المتحدة الأمريكية، ولد في مدينة نيويورك، هو عضوٌ في الجمعية الرياضياتية الأمريكية.

## جوائز
حصل على جوائز منها:
- زمالة غوغنهايم.